# Dějiny Rijeky

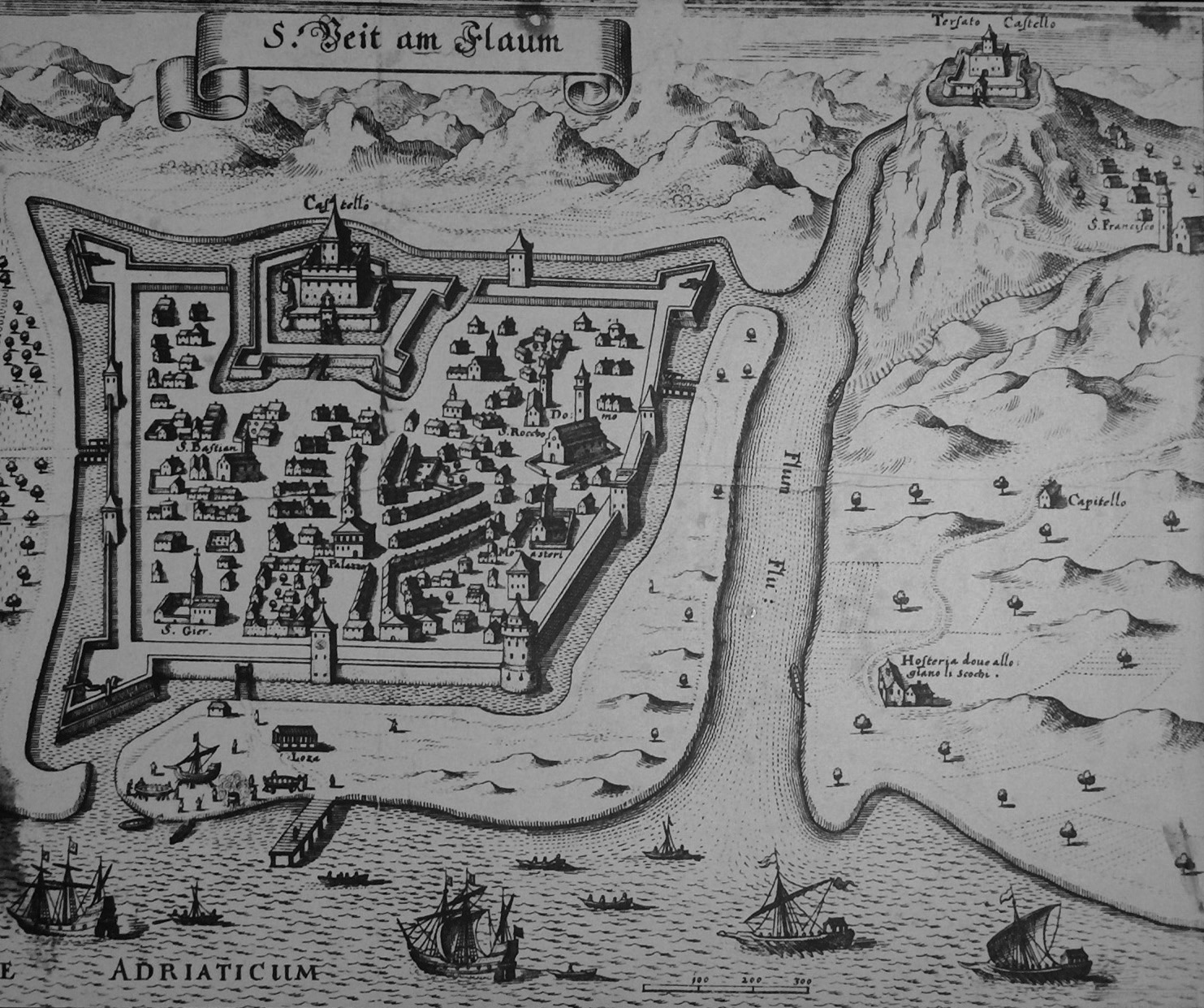
Město na středověkém vyobrazení.

Rijeka je významný chorvatský přístav, jehož dějiny začínají již v období antiky.

## Nejstarší dějiny a středověk
Původně zde stála ilyrská osada, kterou vyvrátili Římané. V době Římské říše zde byla liburnská osada, od 7. století byla osídlena Slovany. Město se rozvíjelo okolo pevnosti/hradu Trsat (původně z latinského Tarsa). V roce 799 jej vyplenili Frankové. Ve středověku Rijece vládli aquilejští patriarchové. Ve 13. století získala statut města. Roku 1471 se Rijeka stala majetkem Habsburků, v jejichž područí zůstala dalších 300 let. Jako jednoho z mála měst v regionu se jej nezmocnili Benátčané.

## Moderní doba
V roce 1509 bylo město vypleněno benátským loďstvem a v roce 1530 následně rozsáhle přestavěno. Několikrát jej napadli i Turci, ale stejně jako Benátčané ani oni nikdy Rijeku nedokázali obsadit. V roce 1595 se k ní opět těsně přiblížili, tentokrát z vnitrozemí. V 16. století byla v Rijece také v provozu tiskárna, která tiskla knihy v hlaholici. Později zde bylo založeno jesuitské gymnázium. Díky obchodu s řadou druhů zboží se v této době stalo z Rijeky poměrně prosperující přístavní město. O rozvoj sídla se tehdy zasloužili baronové della Rovere, a to Stefano a Ferdinand. V jeho okolí nicméně působili uskoci, proti nimž byly pořádány různé trestné výpravy. Ze 16. století pochází také nejstarší doklady o existenci místní židovské komunity.
Status svobodného přístavu ale získala Rijeka až rozhodnutím císaře Karla VI. v roce 1719, spolu s Terstem. To, a zároveň stabilizace vztahů Habsburské monarchie i Benátské republiky s Tureckem (po skončení Velké turecké války), umožnily další rozvoj města. Modernizován byl přístav, roku 1722 se v Rijece objevil také lazaret sv. Karla Boromejského, který sloužil pro účely zadržení případných epidemií, které by se zde mohly objevit v souvislosti s čilým námořním ruchem. V polovině století zde byl postaven také cukrovar. V této době zde žilo méně než deset tisíc obyvatel.
Roku 1750 zasáhlo Rijeku zemětřesení, které poškodilo hrad Trsat. Císařovna Marie Terezie se zasloužila o obnovu města, mimo jiné tato obnova zahrnula i modernizaci a nový plán rozvoje Rijeky, který byl uplatněn mimo nejužší historické centrum.
V roce 1779 byla z rozhodnutí císařovny dána do správy jako corpus separatum. Stala se tak samostatným celkem mimo chorvatské a slavonské království nebo Uhry. Administrativně byla vedena jako Město Rijeka s okolím (maďarsky Fiume Város és területe, německy Stadt Fiume mit Gebiet). Okolím byly míněny přilehlé obce Plase, Kozala a Drenova. Město spravoval guvernér dosazený uherskou vládou. Po smrti císařovny byla zbořena část opevnění, zasypán příkop a na jeho místě vzniklo nové městské korzo. Postaven zde byl také velký cukrovar.

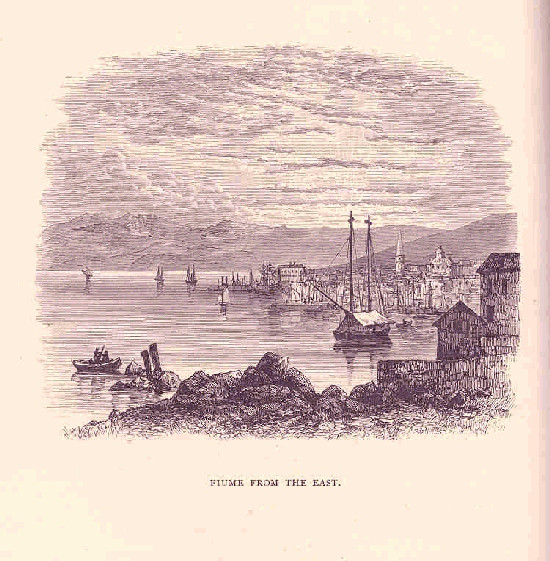
Rijeka na staré kresbě

V závěru 18. století zaznamenala Rijeka značný vzestup migrace směrem do města, přicházely obchodnické rodiny ze Sarajeva i pravoslavných (srbských) oblastí Balkánu.

## 19. století
V letech 1808 až 1814 bylo město během napoleonských válek součástí tzv. Ilyrských provincií, které byly pod nadvládou Francie. Za krátkou dobu francouzská okupační správa investovala do rozvoje infrastruktury nemalé zdroje. Byla postavena tzv. Lujzinská cesta z Karlovace, která usnadnila dopravu povozů do chorvatského vnitrozemí. Silnice končila v Rijece, nevedla do žádných dalších pobřežních měst. Díky tomu tak získal kvarnerský přístav značnou výhodu ve srovnání s okolními městy.
Po rozhodnutí Vídeňského kongresu byla Rijeka navrácena Rakousku a od roku 1822 spadala pod Uhersko. Pro zalitavskou část monarchie představovala jeden z mála přístupů k moři. Proto se uherská vláda v druhé polovině 19. století rozhodla masivně investovat do jejího rozvoje. V roce 1843 byla odsouhlasena výstavba železnice, která měla původně vést až do Zemunu, nakonec ale spojila Rijeku především se Záhřebem a Karlovacem. Následně vznikly nové továrny. Původní lazaret získal podnik na výrobu tabáku a vybudoval zde svůj závod.Byl také rozšířen místní přístav. Vyhlouben byl pobřežní pás v délce 200 m, od té doby mohly v Rijece kotvit velké lodě (do té doby jako přístav sloužilo město pouze pro malé lodě). Již v roce 1878 měl místní přístav obrat 427 513 tun zboží ročně. Založena byla uherská námořní společnost Adria. V údolí řeky Rječina byla zbudována papírna, jejíž výrobky se úspěšně prodávaly v celé Habsburské monarchii a která zaměstnávala nemalý počet lidí. Značnou zásluhu na rozvoji města měl také tehdejší starosta Giovanni de Ciotta. V roce 1873 byla zprovozněna dříve plánovaná železnice do Rijeky. V souvislosti s otevřením tratě se zde odehrál i první fotbalový zápas na území současného Chorvatska.[zdroj?] Roku 1885 byla dána do provozu také první továrna na výrobu torpéd, resp. zde bylo první torpédo vyvinuto. Postavena byla dále i jedna z prvních ropných rafinerií v Evropě. Rijeka v této době také získala novodobou kanalizaci. Moderní hotel Kontinental byl otevřen v roce 1888. Námořní akademie existovala již někdy okolo přelomu století.
Město bylo atraktivní i pro potřeby rakousko-uherského námořnictva. Existovaly zde loděnice s názvem Danubius, v nichž byly budovány lodě uherské části rakousko-uherského loďstva. Založen zde byl např. i v první světové válce nešťastně potopený SMS Szent István (dokončen byl nakonec v Pule).

## První polovina 20. století

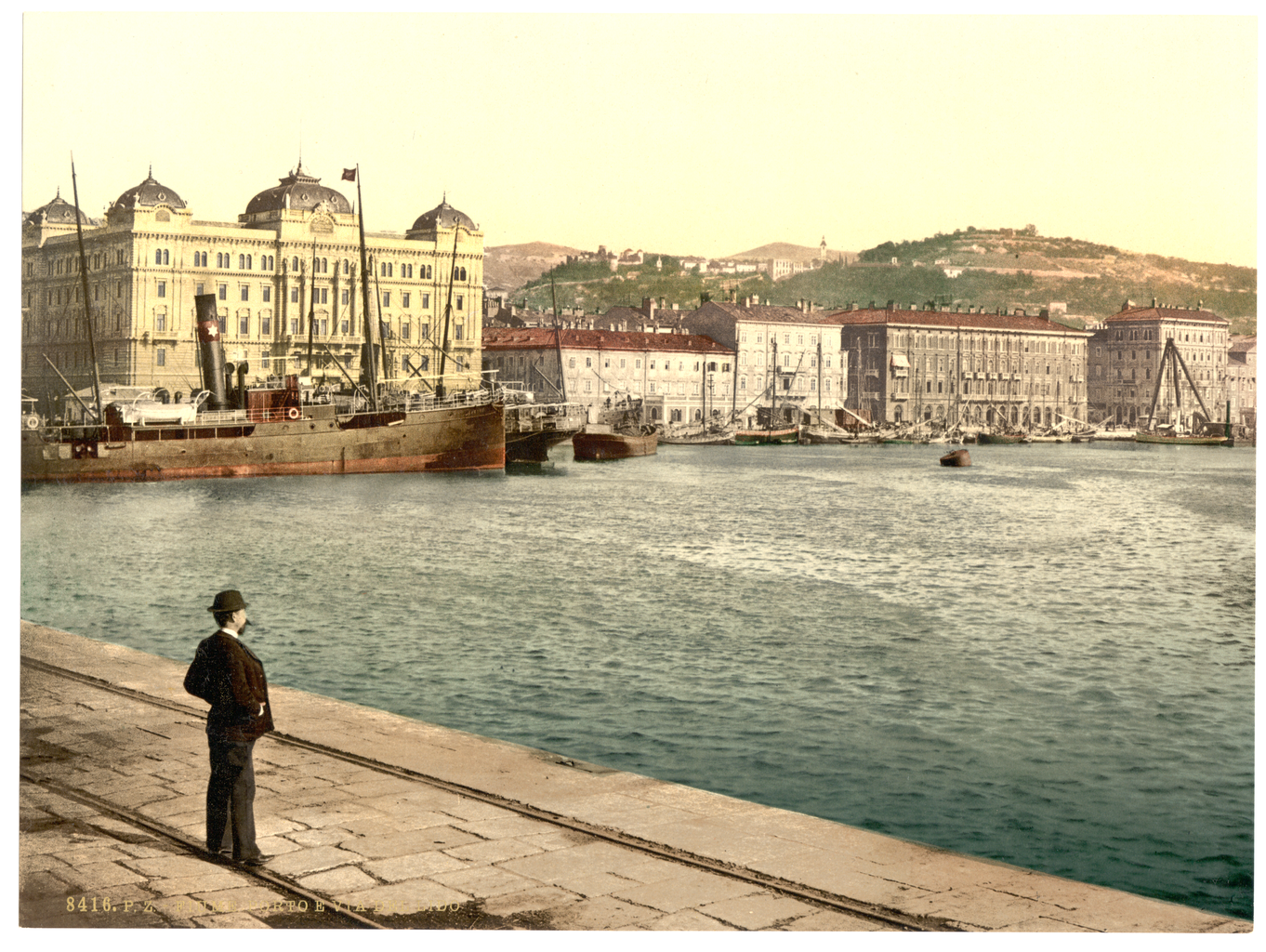
Pohled na místní přístav na sklonku 19. století

Počet obyvatel Rijeky dramaticky narostl. Zatímco v roce 1880 zde žilo jen okolo dvaceti tisíc lidí, roku 1910, při posledním rakousko-uherském sčítání lidu, to bylo již okolo padesáti tisíc. Dominantním jazykem místního obyvatelstva byla v této době italština (46 % obyvatel Rijeky mluvilo italsky), dále byla zastoupena chorvatština (31 %), ke slovinskému a maďarskému jazyku se hlásilo po 7 % místních obyvatel a 5 % Riječanů hovořilo německy. Na přelomu 19. a 20. století zde bylo aktivních několik politických proudů, včetně italských iredentistů, kteří požadovali připojení Rijeky k Itálii. Ačkoliv hnutí Mladá Rijeka (italsky La Giovine Fiume), okolo něhož se shromažďovali italští nacionalisté, začalo působit v roce 1905, již při zprovoznění první tramvajové linky v roce 1899 došlo k protestům, neboť nápisy na tramvajích byly kromě většinové italštiny i v maďarštině.
V roce 1903 byla zprovozněna přímá lodní linka z Rijeky do Severní Ameriky společností Cunard Line. Přímé spojení umožnilo vystěhovalectví nemalého počtu obyvatel města do USA, přispělo ale také k emigraci obyvatel vzdálenějšího záhoří a chudých horských venkovních oblastí např. regionů, jakými je Lika. V roce 1906 linka do New Yorku přepravila téměř padesát tisíc lidí. Rijecký přístav měl před první světovou válkou pozici desátého nejrušnějšího přístavu Evropy. Ve městě sídlilo přes 20 konzulátů, stálo tu 20 hotelů a v provozu bylo dokonce 9 kin.
Během první světové války bylo město ušetřeno válečného běsnění. Řada místních obyvatel, která byla povolaná do rakousko-uherské armády nicméně na různých bojištích Evropy padla. V závěrečné části konfliktu navíc Rijeka pocítila značný nedostatek základních surovin a potravin. Rozšířený byl hlad, dělníci v loděnicích a přístavech vstupovali do stávek. Vznikaly socialistické organizace (např. rudá garda) a sílily nálady pro sjednocení všech jižních Slovanů do jednoho státu. Pokles počtu obyvatel, který způsobila válka nicméně zesílil i odchod úředníků a příslušníků národností bývalé mnohonárodnostní říše. Ještě v roce 1910 se například k maďarské národnosti hlásilo na 6,5 tisíce lidí, po válce velká část z nich se vrátila do své zmenšené vlasti. Většinou právníci a lékaři ale zůstali a rozhodli se přizpůsobit novým podmínkám.
Po pádu Rakouska-Uherska v roce 1918 odstartoval závod mezi Itálií a nově vzniklým Královstvím Srbů, Chorvatů a Slovinců (budoucí Jugoslávií) o získání kontroly nad městem. Vznikly dvě paralelní administrace. Rijeka byla nakonec obsazena Jugoslávií a anektována, nicméně tento krok měl pouze krátkého trvání. Již v listopadu 1918 do ní vstoupily mezinárodní jednotky. Osud Rijeky měl být rozhodnut na mírových jednáních v Paříži. Proti italskému požadavku na anexi Rijeky se stavěl např. i americký prezident Woodrow Wilson. Jen pár dní po uzavření Saintgermainské smlouvy bylo nutné jednání na konferenci přerušit, neboť v samotném městě došlo k protestům, které inicioval italský básník Gabriele d'Annunzio. Ten nakonec za pomoci zbraní a davu město na krátkou dobu ovládl. Itálie nakonec dala od Rijeky ruce pryč a ve městě bylo vyhlášeno Italské regentství Carnaro (italsky Reggenza italiana del Carnaro). Její budoucnost nakonec stvrdila Rapallská smlouva, která měla urovnat pohraniční spory mezi Itálií a Jugoslávií. Rovněž předpokládala vznik Svobodného státu Rijeka. Ten existoval do roku 1924, poté byla Rijeka anektována Itálií s tím, že některé obce východně od města, které byly součástí Svobodného státu Rijeka, připadnou Jugoslávii. Smlouvu o rozdělení státu podepsali Nikola Pašić a Benito Mussolini.

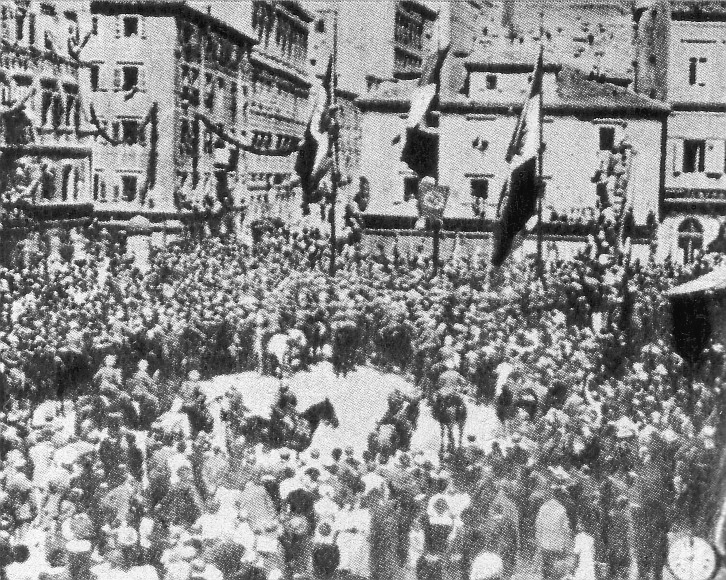
Vyhlášení Italského regentství

V souvislosti s dělením byla v Rijece ustanovena nová Kvarnerská provincie v rámci Itálie, která zahrnovala původní západní část Svobodného státu Rijeka. Přestože město bylo odříznuto od svého vnitrozemí a přišlo o řadu tradičních obchodních vazeb, uchovalo si řadu výhod. Mělo vlastní daňovou politiku a i nadále statut svobodného přístavu. Od roku 1930 byl název administrativní jednotky, která zahrnovala Rijeku, Provincie Rijeka/Provincie Kvarner (italsky Provincia di Fiume/provincia del Carnaro). Nešťastnou ekonomickou situaci města ve 30. letech tlumily investice Istituto per la Ricostruzione Industriale, státní organizace, která italským městům poskytovala prostředky pro rozvoj a zároveň vykupovala krachující podniky během Velké hospodářské krize. V 30. letech byla v místních loděnicích také zahájena praxe rozebírání starých lodí. Roku 1935 byl podle projektu architekta Umberta Nordiho vyprojektován první výškový dům na území města.
Během druhé světové války měla Rijeka značný význam pro italské námořnictvo především díky přítomnosti továrny na výrobu torpéd. Po dubnové válce v roce 1941 a obsazení (a rozdělení) Království Jugoslávie získala fašistická Itálie další území v okolí Rijeky. Provincie Kvarner se tak mohla rozšířit i do okolí města. V roce 1943, po kapitulaci Itálie, předpokládalo chorvatské fašistické vedení, že bude Rijeka spolu s celou Dalmácií a snad i Istrií připojena k Chorvatsku, nicméně nakonec bylo město obsazeno Wehrmachtem. Z německé strany byla ustanovena německá dočasná správa, v jejímž čele stál Friedrich Rainer. Dne 3. května 1945 osvobodili Rijeku partyzáni. Během bojů byly zničeny četné mosty ve městě, poškozen přístav a řada budov. Padl velký počet partyzánských bojovníků. Formálně ale bylo město k Jugoslávii připojeno až v roce 1948. Velmi brzy nová moc zahájila v Rijece početné procesy s kolaboranty (ať už skutečnými či údajnými) s italským fašistickým režimem. V rámci těchto procesů byli např. popraveni Riccardo Gigante, Carlo Colussi nebo Gino Sirola.

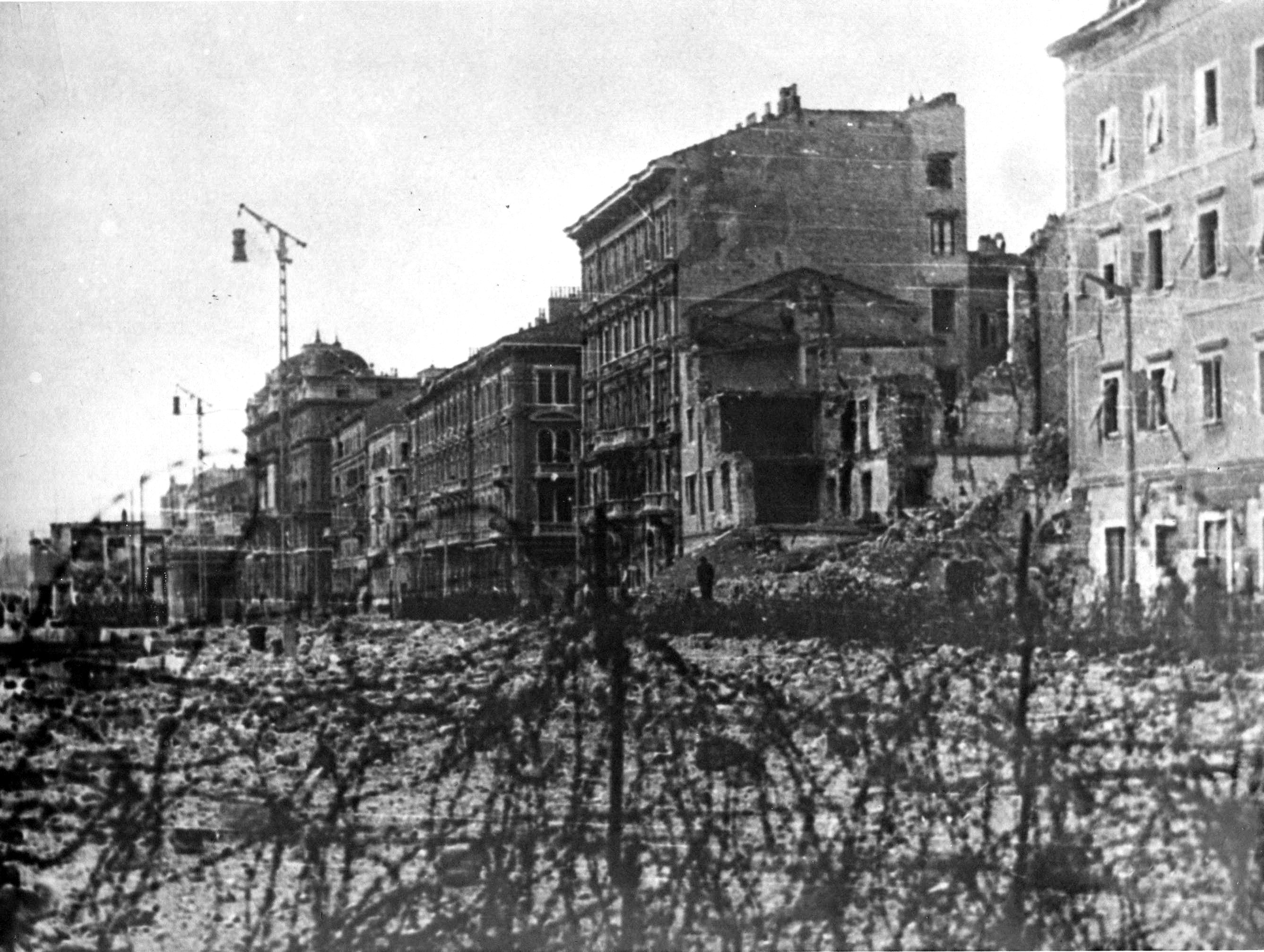
Město po druhé světové válce

Historikové odhadují, že během druhé světové války přišla Rijeka okolo patnácti tisíc obyvatel, pokles činil celých 22 %. Italské obyvatelstvo se po konci války do jisté míry vystěhovalo. V roce 1948 byl k městu administrativně připojen blízký Sušak.

## Druhá polovina 20. století
V říjnu 1953 vypukly v Rijece protiitalské nepokoje, následně byl zrušen statut italštiny jako menšinového jazyka.
V komunistické Jugoslávii se Rijeka stala jedním z nejdůležitějších přístavů v zemi a její hospodářství se zaměřilo hlavně na námořní dopravu: byly založeny společnosti na stavbu lodí, výrobu motorů a zpracování ropy. Díky znárodnění se vláda dostala k veškerému kapitálu a mohla zakládat nové společnosti. Jedním ze symbolů se stala např. společnost Brodoprojekt , která se podílela na vývoji řady jugoslávských lodí, včetně těch pro Josipa Broze Tita. Během tohoto období se město nadále rozvíjelo, byly budovány nové čtvrti, kde byly založeny nové školy a veřejné instituce.
V roce 1960 měla Rijeka celkem 88 000 obyvatel. Samotné město (tehdy općina Rijeka) bylo organizováno jako tři samostatné územněsprávní jednotky (Zamet, Centar a Sušak). Ve své době bylo město nejvíce motorizovaným na území tehdejší Jugoslávie. Modernizace v dopravě znamenala také zánik tramvajové dopravy, která zde sloužila do roku 1952.
V roce 1970 bylo otevřené nedaleké letiště na ostrově Krk. O tři roky později byla také založena i univerzita (její rektorát byl umístěn do budovy bývalé sušacké radnice). Vzhledem k náročnému terénu v okolí města se Rijeka rozšiřovala především oběma směry po pobřeží a při výstavbě byly preferovány hlavně výškové budovy, aby bylo zabíráno co nejméně cenného prostoru. Díky tomu vznikla panelová sídliště s věžovými domy (např. v lokalitách Turnić, Podmurvice, Gorna Vežica, Krimeja, Rastočine, Zamet a Kozala.) Výškové budovy značným způsobem pozměnily panorama města. Zlepšení v oblasti dopravy však byla pouze mírná; dálniční síť během existence SFRJ do Rijeky nedosáhla. Vlakem kvarner-ekspres trvala jízda z přístavního města do republikové metropole Záhřebu 3,5 hodiny.
V lednu 1991 se ve zjitřené atmosféře před válkou v Jugoslávii uskutečnila v centru města (na třídě Korzo) protiválečná demonstrace proti Jugoslávské lidové armádě. Administrativní reformou byla také općina Rijeka reorganizována jako Město Rijeka (chorvatsky Grad Rijeka). Některá okrajová sídla, která spadala pod původní općinu Rijeka byla osamostatněna.

## 21. století

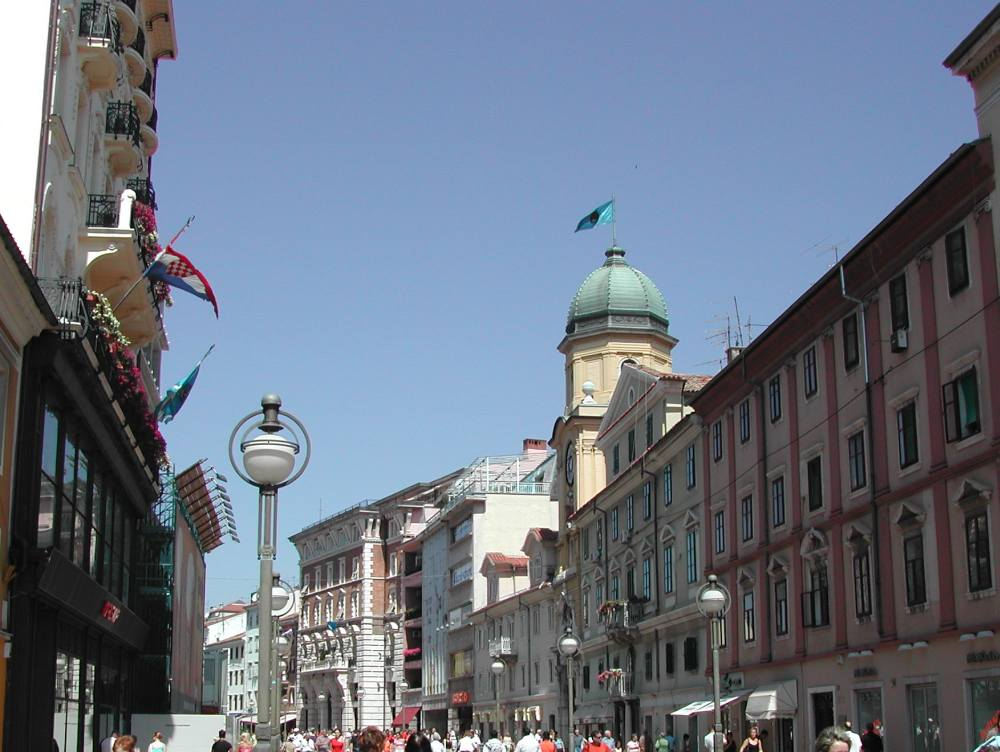
Střed města na počátku 21. století.

V roce 2003 Rijeku navštívil papež Jan Pavel II., mše se zúčastnilo na sto tisíc lidí. V témže roce byla také podepsána dohoda se Světovou bankou o modernizaci zdejšího přístavu.
V roce 2020 byla Rijeka spolu s irským městem Galway. vyhlášena Evropským městem kultury. V souvislosti s tím město obdrželo rozsáhlou podporu od Evropské unie. Zároveň probíhá dlouhodobý proces transformace některých továren, které byly opuštěny v 90. letech během obecného trendu de-industrializace, a jejich úpravy do podoby nových kulturních nebo jiných center.